# Ligia boninensis
Ligia boninensis is een pissebed uit de familie Ligiidae. De wetenschappelijke naam van de soort is voor het eerst geldig gepubliceerd in 1979 door Nunomura.